# Xenolito

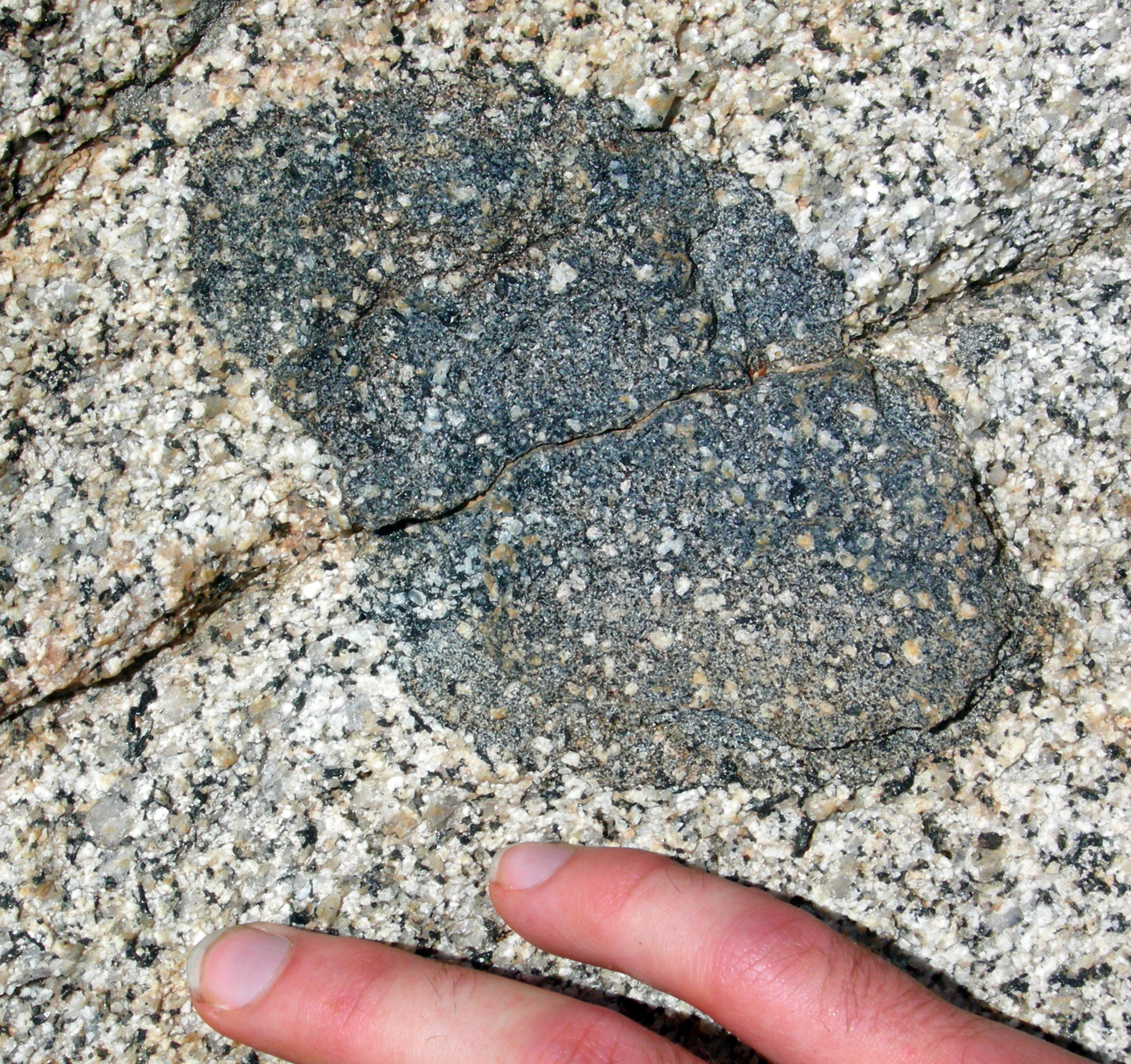
Xenolito.

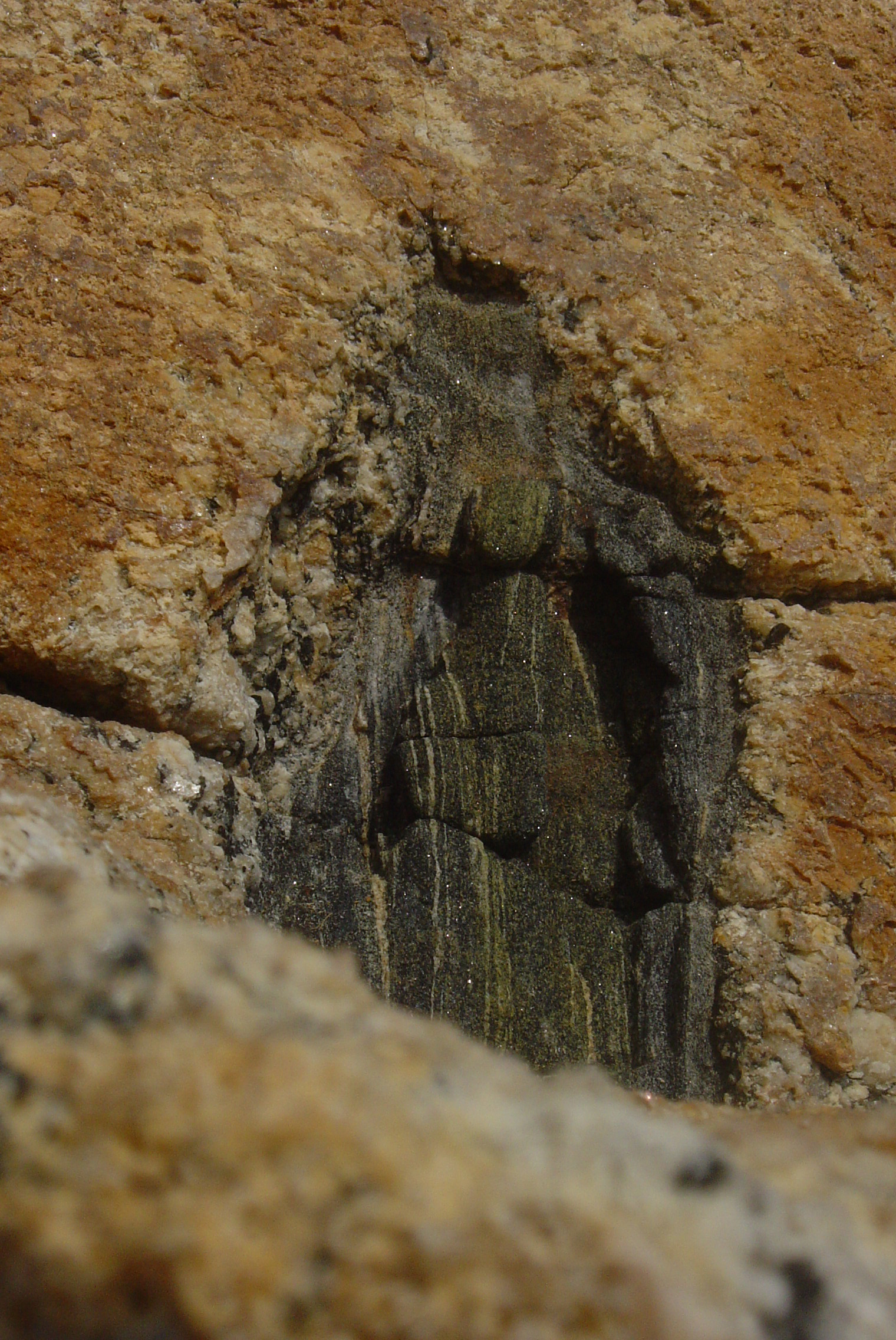
Un xenolito en Larchmont, New York.

Un xenolito (del griego ξένος, xénos, "extraño" y λίθος, líthos, "piedra"; piedra extraña) es un fragmento de roca incluido en una roca roca ígnea de composición diferente durante la última fase de diferenciación y cristalización de esta última, ya sea durante la formación de un plutón (roca plutónica) o durante un proceso eruptivo (roca volcánica). Los xenolitos pueden alojarse a lo largo de los márgenes de la cámara magmática, estar como material suelto en las paredes de un conducto de lava en erupción o explotando junto a la base de una colada de lava en la superficie terrestre.
Un xenocristal es un cristal individual, extraño a la roca encajante, incluido en una intrusión ígnea. Como ejemplos de xenocristales se pueden contar los cristales de cuarzo en las lavas pobres de sílice y los diamantes en diatremas de kimberlita.
Aunque el término xenolito está más comúnmente asociado con inclusiones ígneas, una definición más amplia podría incluir fragmentos de rocas que se han encapsulado en rocas sedimentarias. A veces se han encontrado xenolitos en meteoritos.
Los xenolitos y los xenocristales proveen importante información sobre la composición del inaccesible manto terrestre. Basaltos, kimberlitas, lamproítas y lamprófiros, cuya fuente se encuentra en el manto superior, a menudo contienen fragmentos y cristales que se asume que son parte de la mineralogía originadora del manto. Los xenolitos de dunita, peridotita y espinelas de lherzolita en flujos de lava basáltica son un ejemplo. Las kimberlitas contienen, además de xenocristales de diamante, fragmentos de lherzolitas de variada composición. Los minerales de aluminio de estos fragmentos permiten aproximarse a definir la profundidad del origen de estas rocas. Las plagioclasas cálcicas son estables a 25 km de profundidad. Entre 25 y cerca de 60 km, las espinelas son la fase estable del aluminio. A profundidades superiores a los 60 km, el granate denso se vuelve el mineral que aloja las menas de aluminio.